# Back in Black (албум)
Back in Black е седмият студиен албум на австралийската рок група Ей Си/Ди Си (AC/DC), издаден през 1980 година. Back in Black е първият албум на Ей Си/Ди Си, записан без фронтмена и вокалист Бон Скот, загинал през февруари 1980 година от алкохолно отравяне. Поради смъртта на Бон пред групата е изправен въпросът за тяхното бъдещо съществуване. В крайна сметка групата не се разпада, а за нов вокалист е привлечен бившият вокалист на Джордий (Geordie) Брайън Джонсън.
Албумът е най-успешният в кариерата на AC/DC и към този момент от него са продадени на 42 милиона копия по света. Това го прави вторият по продажби музикален албум, като пред него е само „Thriller“ на Майкъл Джексън.

## Списък на песните
1. „Hells Bells“ – 5:12
2. „Shoot to Thrill“ – 5:17
3. „What Do You Do for Money Honey“ – 3:35
4. „Givin' the Dog a Bone“– 3:32
5. „Let Me Put My Love into You“ – 4:15
6. „Back in Black“ – 4:15
7. „You Shook Me All Night Long“ – 3:30
8. „Have a Drink on Me“ – 3:59
9. „Shake a Leg“ – 4:06
10. „Rock and Roll Ain't Noise Pollution“ – 4:15

- Всички песни са написани от Ангъс Йънг, Малкълм Йънг и Брайън Джонсън.
- Продуцент – Джон „Мют“ Ланг (John „Mutt“ Lange)

## Състав
- Брайън Джонсън – вокали
- Ангъс Йънг – соло китара
- Малкълм Йънг – ритъм китара, беквокали
- Клиф Уилямс – бас китара, беквокали
- Фил Ръд – барабани